# موشخمهات
موشخمهات (ارمنی: Մոշխմհատ) یک منطقهٔ مسکونی در جمهوری آرتساخ است که در استان آسکران واقع شده‌است.
 موشخمهات  ۶۱ نفر جمعیت دارد.